# Bates Worldwide
Bates Worldwide, tidigare Ted Bates & Co, var ett internationellt reklambyrånätverk med bas i USA.

## Historik
Ted Bates, Inc. grundades år 1940 av Ted Bates i New York. Grunden för byrån var att man skötte Colgate-Palmolives reklam. Senare under 1940-talet ändrades namnet till Ted Bates & Co.
I slutet av 1950-talet etablerade sig Bates i London och skulle därefter bygga upp ett nätverk av byråer i flera länder. När man år 1965 tog över Allmänna Annonsbyrån i Sverige hade man 26 kontor i 15 länder och var världens femte största reklambyrå.
Vid 1980-talets mitt hade företaget tagit namnet Ted Bates Worldwide och var då världens nästa största reklambyrånätverk med 108 kontor i 48 länder. År 1986 köptes Bates av Saatchi & Saatchi. Året därpå slogs Bates ihop med Backer & Spielvogel för att bilda Backer Spielvogel Bates Worldwide. År 1994 förkortades namnet till Bates Worldwide. Holdingbolaget bakom Saatchi & Saatchi blev sedermera Cordiant.
Cordiant köptes av WPP plc år 2003. Den nya ägaren agerade snabbt för att avveckla Bates Worldwide som internationellt reklamnätverk redan samma år. Den amerikanska verksamheten slogs ihop med J. Walter Thompson, medan de europeiska kontoren till stor del tillfördes Red Cell, ett nytt reklambyrånätverk som WPP grundat 2001. Flaggskeppskontoret i New York avvecklades mot slutet av 2003. Den asiatiska verksamheten bröts ut till ett eget nätverk, Bates Asia. Batesorganisationen i andra delar av världen avvecklades eller tillfördes andra byråer.
Utöver Bates Asia överlevde namnet Bates en tid som lokalt namn för byråer inom andra nätverk, exempelvis danska Bates som senare kom att kallas Bates VMLY&R.

## Internationellt

### Europa
Ted Bates expanderade internationellt i hög grad genom uppköp. Efter att byrån köpts upp brukade den döpas om till "Ted Bates" eller dylikt efter en tid.
- Sverige: Kom till Sverige år 1965 genom köp av Allmänna Annonsbyrån (grundad 1927). Namnet Bates försvann 2009.
- Norge: Kom till Norge på 1960-talet genom köp av Alfsen & Becker (grundad 1953).[6] Norska Bates bytte år 2006 namn till Bates United och lades ner år 2015.
- Danmark: Kom till Danmark år 1967 genom köpt av Wahl Asmussen reklamebureau (grundad 1934). Fördes år 2006 över till Young & Rubicam under namnet Bates Y&R.
- Finland: Bates finländska gren hade sitt ursprung i Finnad, som man köpt från svenska Gumaelius. År 2005 uppgick dåvarande Bates/Red Cell i finländska Young & Rubicam.[7]
- Frankrike: Efter WPP:s övertagande bytte Bates i Paris i januari 2004 namn till Steak.[8] Redan året därpå slogs Steak ihop med systerbyrån Les Ouvriers du Paradis.[9]
- Tyskland: Ted Bates öppnade ett kontor i Frankfurt år 1962.[10] Bates ägde även majoriteten av Hamburg-baserade Scholz & Friends från 1986 fram till 1996 när denna byrå blev fristående.[11] Därefter fanns Bates kvar i Frankfurt, men detta kontor avvecklades år 2003.[12]

### Andra delar av världen
- Brasilien: Bates i Brasilien slogs år 2004 ihop med Young & Rubicam.[13]